# Palazzo Salvo
Il Palazzo Salvo (Palacio Salvo in spagnolo) è un edificio di Montevideo, la capitale dell'Uruguay. È situato all'angolo tra Plaza Independencia e l'Avenida 18 de Julio. Fu progettato dall'architetto italiano Mario Palanti. Terminato nel 1928, il palazzo, assai caratteristico per il suo stile eclettico, presenta una torre alta 100 metri. Dapprima venne pensato come un edificio adibito ad uso alberghiero e privato, poi, svanita la possibilità di farne un hotel, divenne sede di uffici ed appartamenti privati.
È una delle principali attrazioni turistiche di Montevideo nonché uno dei simboli più celebri della capitale uruguaiana.

## Storia
In origine, sul luogo occupato dall'odierno edificio, sorgeva la pasticceria La Giralda dove nel 1917 venne suonata per la prima volta il celebre brano di tango La cumparsita, di Gerardo Matos Rodríguez. Nel 1919 i fratelli Ángel, José e Lorenzo Salvo comprarono lo stabile e nel 1923 fu collocata la prima pietra del nuovo edificio. I Salvo, imprenditori uruguaiani d'origine italiana, avevano concepito originariamente l'edificio come albergo di lusso, mentre il pianterreno sarebbe stato riservato alle attività commerciali. Nello stesso periodo a Buenos Aires si andava costruendo l'edificio gemello, progettato anch'esso dal Palanti, il Palazzo Barolo.
I lavori di costruzione durarono dal 1925 al 1928. Il progetto originario prevedeva inoltre l'installazione nella parte più alta della cupola di un faro con un impianto proveniente dall'Italia. Dalla sua inaugurazione al 1935, anno in cui fu terminato l'Edificio Kavanagh di Buenos Aires, il Palazzo Salvo fu il più alto edificio dell'America Latina. Nel 1964 la proprietà dello stabile passò dalla famiglia Salvo ad un'impresa privata.
Nel 1968 fu installata sulla cupola un'antenna per la trasmissione della rete televisiva Canal 4. Sarà rimossa nel 2012 a causa dell'ossidazione e delle pericolose oscillazioni causate dal vento.
Nel 2017, all'interno del progetto di recupero di Palazzo Salvo, è stato inaugurato sulla cupola un sistema d'illuminazione volto a conferire all'edificio, durante le ore notturne, l'atmosfera suggestiva degli anni trenta. Nel luglio dello stesso anno sono stati poi reinstallati i portoni del passaggio pedonale sottostante la struttura e che unisce plaza Independencia con calle Andes.

## Descrizione
L'edificio presenta due facciate, una su plaza Independencia e che si sviluppa per 53,70 m, e una seconda su avenida 18 de Julio lunga 33,50 m. Palacio Salvo presenta una pianta rettangolare, due piani sotterranei, un piano terreno preceduto da un portico, mezzanino e dieci piani. Nell'angolo nod-occidentale s'innalza la caratteristica torre di 27 piani. L'altezza complessiva è di 95 m. L'edificio, realizzato in cemento armato, è in stile Art déco eclettico, combinato con elementi gotici e neoclassici.
Al pianterreno, nei locali una volta occupati dalla Giralda, vi è oggi il Museo del Tango di Montevideo.